# (3204) Lindgren
Pour les articles homonymes, voir Lindgren.
(3204) Lindgren est un astéroïde de la ceinture principale.

## Description
(3204) Lindgren est un astéroïde de la ceinture principale. Il fut découvert le 1er septembre 1978 à Naoutchnyï par Nikolaï Tchernykh. Il porte le nom de Astrid Lindgren. Il présente une orbite caractérisée par un demi-grand axe de 3,16 UA, une excentricité de 0,28 et une inclinaison de 2,1° par rapport à l'écliptique.

## Compléments